# Per Mertesacker
Per Mertesacker (Hanôver, 29 de setembro de 1984) é um ex-futebolista alemão que atuava como zagueiro.

## Carreira

### Hannover 96 e Werder Bremen
Formado nas categorias de base do Hannover 96, iniciou sua carreira no clube em 2003. Três anos depois transferiu-se para o Werder Bremen, onde conquistou a Copa da Liga Alemã do mesmo ano. Na temporada 2008–09, foi vice-campeão da Copa da UEFA.

### Arsenal
Após o destaque no futebol alemão, foi contratado pelo Arsenal no dia 31 de agosto de 2011. Pelos Gunners, Mertesacker conquistou a Copa da Inglaterra de 2013–14, acabando com o jejum do clube de oito anos sem títulos. O zagueiro repetiu o feito na temporada seguinte.

## Seleção Nacional
Depois de representar a Alemanha nas categorias Sub-20 e Sub-21, o zagueiro estreou pela Seleção Alemã principal em 2004. Participou da Copa das Confederações FIFA de 2005, das Copas do Mundo de 2006, 2010 e 2014, e das Eurocopas de 2008 e 2012.
Convocado por Joachim Löw para o Mundial de 2014, Mertesacker fez parte da equipe que conquistou o tetracampeonato no Brasil. Na segunda rodada da fase de grupos, no empate em 2 a 2 contra Gana, o jogador realizou sua centésima partida pela Nationalelf.
Em agosto de 2014, em entrevista ao jornal Süddeutsche Zeitung, anunciou sua aposentadoria da Seleção Alemã.

## Títulos
Werder Bremen
- Copa da Liga Alemã: 2006
- Copa da Alemanha: 2008–09

Arsenal
- Copa da Inglaterra: 2013–14, 2014–15 e 2016–17
- Supercopa da Inglaterra: 2015 e 2017

Seleção Alemã
- Copa do Mundo FIFA: 2014